# 李美庆
李美庆（韓語：리미경，1990年9月30日—），朝鲜女子乒乓球运动员，曾参加2012年夏季奥林匹克运动会、2016年夏季奥林匹克运动会。李美庆与金惠星的组合获得2015年亞洲乒乓球錦標賽女子雙打金牌，她与崔日的组合获得这届亚锦赛的铜牌。此外，她还在2014年亞洲運動會、2016年世界乒乓球團體錦標賽上拿到女子团体铜牌。